# Departamento de Guanentá
Guanentá fue uno de los departamentos en que se dividía el Estado Soberano de Santander (Colombia). Tenía por cabecera a la ciudad de Barichara. El departamento comprendía territorio de la actual región santandereana de Guanentá.

## División territorial
El departamento al momento de su creación (1859) estaba dividido en los distritos de Barichara (capital), Aratoca, Cabrera, Curití, Guane, Mogotes, Onzaga, Robada, San Joaquín, San Gil, Valle y Zapatoca.